# Ampex

Logo

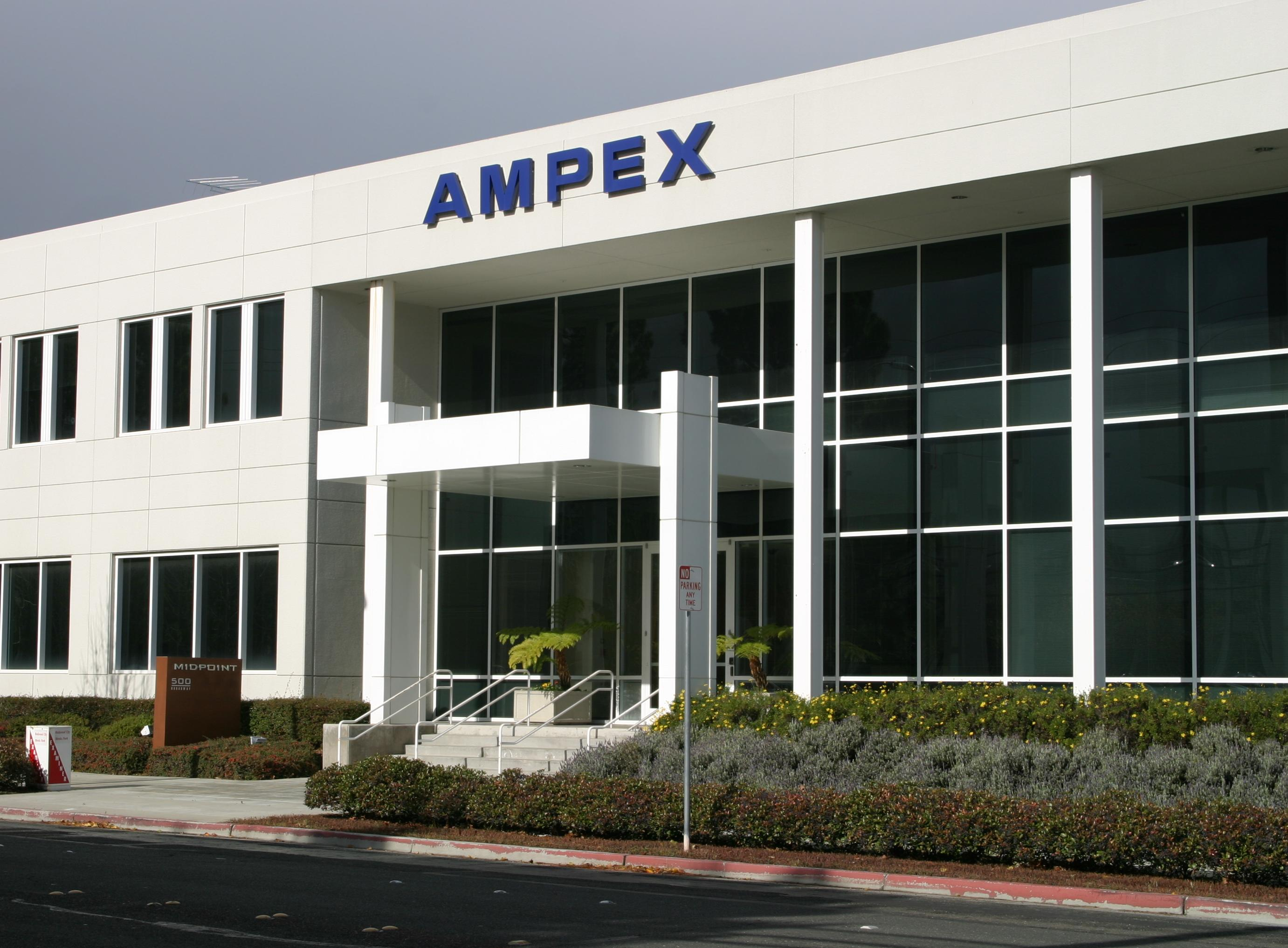
Hauptsitz von Ampex in Redwood City, Kalifornien, USA

Ampex (Kofferwort aus Alexander M. Poniatoff Excellence) ist ein US-amerikanisches Unternehmen, das bei der Entwicklung von Tonbandgeräten sowie von Magnetbandgeräten eine weltweit bedeutende Vorreiterrolle spielte. Das Unternehmen wurde von Alexander M. Poniatoff 1944 in San Carlos, Kalifornien, als Ampex Electric and Manufacturing Company gegründet.

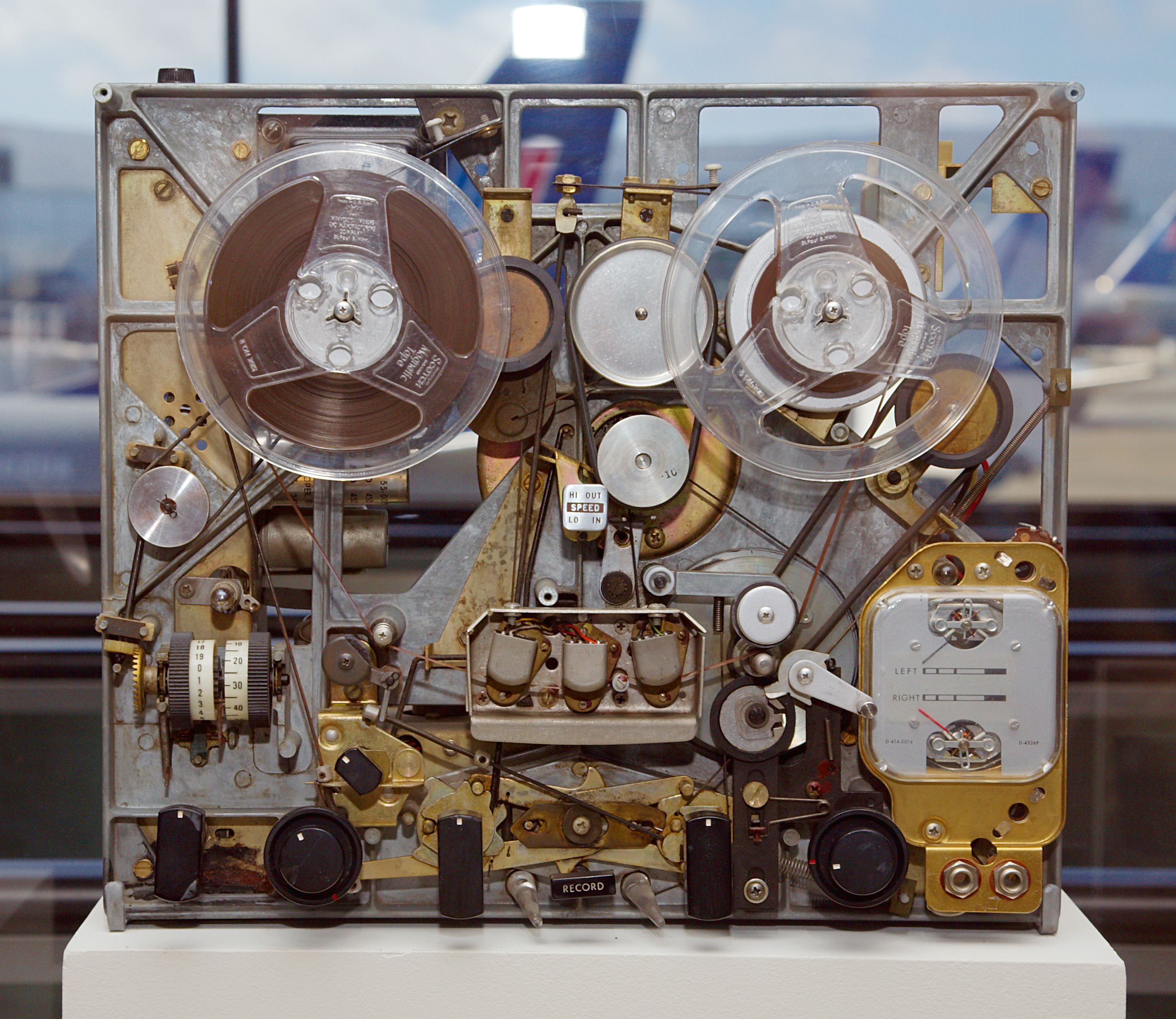
Ampex-Dreimotorengerät aus den 1960er Jahren

Ampex entwickelte 1947 mit dem Studio-Bandgerät AMPEX 200 das Urgestein der amerikanischen Tonbandgeräte. Die Entwicklung basierte auf dem deutschen AEG-Modell K4. Der US-Offizier Jack Mullin hatte nach Kriegsende zwei Tonbandgeräte von Radio Frankfurt sowie 50 Bänder aus Deutschland als Kriegsbeute in die USA geschickt. Die hervorragende Qualität der deutschen Tonbandgeräte war bis dahin in den USA nicht bekannt. Mullin verbesserte die mitgebrachten Geräte und konnte Bing Crosby für die neue Technik begeistern. Crosby war von der hervorragenden Qualität der Tonbandgeräte begeistert, investierte 50.000 $ in Ampex und setzte Mullin dort als Chefentwickler ein, der das Ampex 200 entwickelte.
Das Ampex 200 revolutionierte die Studiotechnik. Später entwickelte Ampex mit dem Quadruplex-System die ersten praktisch einsetzbaren Videorekorder.